# 新田車站 (台灣)
新田車站位於臺灣臺南市仁德區新田里，是臺灣糖業股份有限公司關廟線的鐵路車站，於1954年6月6日列入時刻表。該車站為五等車站(候車站)，約在今民安路297巷與義林南路交界口附近，目前可見其路基之大致模樣。
列車過了新田站往後壁厝方向即抵附屬於新田的新田旗站，這座旗站控制了大灣線、埤子頭線(關廟線小段)、二甲線三條鐵道。大灣線可銜接永康糖廠，埤子頭線在超過關廟營業線範圍後可至善化糖廠更至玉井糖廠，二甲線則可接至原料線之沙崙線、沙汰線及新埔線。

## 外部連結
- 台南行腳676-糖鐵關廟線探索(二)-仁德糖廠»仁德旗»後壁厝»新田旗»六甲»許厝(230623)